# Partito operaio socialista in Austria
Die Partito operaio socialista in Austria war eine sozialistische, politische Partei in Österreich-Ungarn.

## Geschichte
Die 1888 gegründete Sozialdemokratische Arbeiterpartei verstand sich als Vertretung der Arbeiterbewegung Cisleithaniens. Dennoch bildeten sich in den nicht-deutschsprachigen Teilen der Habsburgermonarchie nach und nach eigenständige sozialdemokratische oder sozialistische Parteien heraus. In Triest soll bereits 1869 mit der „Associazione operaia di risparmio e mutuo soccorso“ ein sozialistischer Verein bestanden haben, ein sozialistischer Klub wurde 1881 von den Behörden aufgelöst. Der erste längere Zeit bestehende sozialistische Verein in Triest war die 1888 gegründete „Confederazione operaia internazionale a Trieste“, der jedoch ebenfalls 1891 behördlich aufgelöst wurde. Triestiner Sozialisten riefen im September 1894 schließlich den politischen Verein „Lega sociale-democratia“ ins Leben, der ab Februar 1895 die Zeitung Il lavoratore herausgab. Da sich die österreichische Sozialdemokratie in Cisleithanien auf nationaler Grundlage zu organisieren begann, schlossen sich die italienischen Sozialisten im Küstenland 1902 zur „Sezione italiana Adriatica del Partito operaio socialista in Austria“ zusammen.
Nachdem die Sozialdemokratie vor den 1890er Jahren kaum im Trentino Fuß fassen hatte können, begannen Triestiner Sozialdemokraten im Trentino für die Sache der Sozialdemokratie zu werben. So fand beispielsweise Antonio Guerin 1894 Zuspruch bei den italienischen Arbeitern in Meran und noch im selben Jahr gründete sich die „Associazione socialdemocratica fra Bolzano, Trento e Rovereto“. In ihrem Studienort in Graz schlossen sich wiederum italienische Studenten wie Cesare Battisti aus Trient und Antonio Piscel aus Rovereto 1892 zur „Società Studenti Trentini“ zusammen, die von der sozialdemokratischen Partei beauftragt wurden, unter den Grazer italienischen Arbeitern für die Partei zu werben. Guerin veröffentlichte unter Mitarbeit von Battisti 1895 in Wien mit „L’avvenire“ die erste sozialdemokratische Zeitung für das Trentino, wobei die Zeitung ab Oktober 1896 als L’avvenire del lavoratore in Rovereto bzw. später in Riva bzw. Trient herausgegeben wurde. Battisti und Piscel konnten nach ihrer Rückkehr ins Trentino gemeinsam mit dem Mailänder Studenten Lino Sartori erfolgreich unter den gewerblichen Arbeitern für die Sozialdemokratie werben. In der Folge gründete sich 1896 in Rovereto ein eigener Arbeiterverein und 1897 folgten Maikundgebungen in Trient und Rovereto. Am VI. Parteitag der österreichischen Sozialdemokraten nahm mit Piscel auch erstmals ein Trentiner Sozialist teil und am 26. September 1897 hielt die „italienische Sektion für das Trentino, Tirol und Vorarlberg“ ihren ersten Kongress in Trient ab. Während die österreichischen Sozialdemokraten national abgegrenzte Selbstverwaltungskörper innerhalb Österreich-Ungarns anstrebten, traten die Mitglieder der „Partito Socialista trentino“ für ein autonomes Trentino innerhalb Italiens ein.
Zusammen bildeten die Sektionen für das Küstenland bzw. das Trentino ab 1907 die „Partio operaio socialista in Austria“, deren Parteimitglieder zur Abgrenzung gegenüber den deutschen Sozialdemokraten als „italienische Sozialdemokraten“ bezeichnet wurden. Mit Augusto Avancini (1907–1911) bzw. Cesare Battisti (1911–1916) aus dem Wahlbezirk Tirol 6 stellten die Italienischen Sozialdemokraten aus dem Trentino einen Abgeordneten im Abgeordnetenhaus des österreichischen Reichsrat, die italienischen Sozialdemokraten in Triest konnten mit Valentino Pittoni und Giovanni Oliva aus den Wahlbezirke Triest 1 und 4 zwei Abgeordnete in den Reichsrat entsenden. Die italienischen Sozialdemokraten bildeten jedoch keinen eigenständigen Klub, sondern waren Hospitanten im „Klub der deutschen Sozialdemokraten“.